# Championnat de RDA de football (Bezirksliga) Rostock
La Bezirksliga Rostock fut une ligue de football à l’époque de l’ancienne RDA.
Elle couvrait le territoire du district (en allemand : Bezirk) de Rostock. Elle était située, dans l’actuel Land de Mecklembourg-Poméranie-Occidentale.
Durant 31 des 38 saisons de son existence, cette ligue représenta le 3e niveau de la hiérarchie du football est-allemand. De la fin de saison 1954-1955 au terme de la compétition 1962-1963, elle fut le 4e niveau, en raison de la création de la II. DDR-Liga.

## Histoire
Avec la création de la République démocratique allemande, en octobre 1949, une ligue supérieure de football avait été mise sur pied par les autorités communistes dès la saison 1948-1949. Lors du championnat suivant, la plus haute division fut renommée DDR-Oberliga.

Les 15 Bezirke (districts) de 1952 à 1990.

Un an après cette ligue supérieure, la « section football » du Deutscher Sportausschuß (DS) (le comité chargé de la gestion et du contrôle des activités sportives en RDA) décida de constituer un second niveau. Celui-ci fut dénommé DDR-Liga.
En dessous de ces deux premiers niveaux, le football resta structuré sur base de la subdivision administrative du pays en Länder (Brandebourg, Mecklembourg, Saxe, Saxe-Anhalt et Thuringe) auxquels s’ajoutait la zone de Berlin-Est, choisi comme capitale de l’État.
En 1952, les autorités communistes modifièrent le découpage administratif de l’Allemagne de l’Est. Les Länder furent remplacés par 15 districts (en allemand : Bezirk) : District de Berlin, Dresde, Karl-Marx-Stadt, Leipzig, Gera, Erfurt, Suhl, Halle, Magdeburg, Cottbus, Potsdam, Frankfort/Oder, Neubrandenbourg, Schwerin, Rostock.
La structure sportive suivit le mouvement avec la création au sein de chaque Bezirk d’une division la plus haute appelée Bezirksliga.
Sous chaque Bezirksliga se trouvèrent des Bezirksklasse (dont le nombre varia selon la grandeur du district concerné).
La plupart du temps, la Bezirksliga fut jouée sous forme d’une série unique, mais il arriva que certaines comportent, temporairement deux tableaux ou plus.

## Palmarès

### 1952 à 1955 "(niveau 3)"
| Ordre | Saison    | Champion                         | Nom actuel             | Promu | Remarques         |
| ----- | --------- | -------------------------------- | ---------------------- | ----- | ----------------- |
| 1     | 1952-1953 | BSG Einheit Rostock              | Disparu                | Non   |                   |
| 2     | 1953-1954 | BSG Motor Warnowwerft Warnemünde | SV Warnemünde Fussball | Oui   | promu en DDR-Liga |
| 3     | 1954-1955 | BSG Motor Stralsund              | FC Pommern Stralsund   | Oui   | promu en DDR-Liga |

### Tour de transition (1955)
À la fin du championnat 1954-1955, les autorités est-allemandes décidèrent que les compétitions suivraient le modèle soviétique. C'est-à-dire qu’elles débutèrent au début du printemps et se terminèrent à la fin de l’automne de la même année. Durant l’automne 1955, il fut disputé un tour de transition (en Allemand: Übergangsrunde) sans montée ni descente. Ce système s’arrêta après la saison 1960. Les compétitions reprirent alors selon un schéma plus conventionnel à partir de la fin de l’été 1961, soit huit mois après la fin de la saison précédente.
| Ordre | Saison | Champion                 | Nom actuel             | Promu | Remarques                       |
| ----- | ------ | ------------------------ | ---------------------- | ----- | ------------------------------- |
| x     | 1955   | BSG Lokomotive Stralsund | ESV Lok 1911 Stralsund |       | Pas de montant ou de descendant |

### 1956 à 1963 "(niveau 4)"
En 1955, en plus du passage au modèle soviétique, les dirigeants communistes scindèrent la DDR-Liga, directement supérieure aux Bezirksligen. Si dans l’esprit des politiciens la DDR-Liga n’était que partagée en deux, il était clair que chaque Bezirksliga devint de facto une Division 4.
À partir de la saison 1958 et jusqu’à sa dissolution au terme du championnat 1962-1963, la II. DDR-Liga directement supérieure compta 5 séries. Les 15 champions de Bezirksliga y furent directement promus. En dehors de cette période, un tour final entre les champions de Bezirksliga désigna les équipes montantes.
De la saison 1961-1962 à la saison 1963-1964, la Bezirksliga Rostock se joua en deux groupes avec une finale opposant les deux vainqueurs pur désigner le champion.
| Ordre | Saison    | Champion                | Nom actuel              | Promu | Remarques             |
| ----- | --------- | ----------------------- | ----------------------- | ----- | --------------------- |
| 4     | 1956      | BSG Motor Rostock       | SG Motor Neptun Rostock | Non   |                       |
| 5     | 1957      | BSG Motor Stralsund     | FC Pommern Stralsund    | Oui   | Promu en II. DDR-Liga |
| 6     | 1958      | BSG Motor Rostock       | SG Motor Neptun Rostock | Oui   | Promu en II. DDR-Liga |
| 7     | 1959      | ASK Vorwärts Rostock    | Disparu                 | Oui   | Promu en II. DDR-Liga |
| 8     | 1960      | BSG Motor Stralsund     | FC Pommern Stralsund    | Oui   | Promu en II. DDR-Liga |
| 9     | 1961-1962 | ASK Vorwärts Rostock II | Disparu                 | Oui   | Promu en II. DDR-Liga |
| 10    | 1962-1963 | BSG Motor Wolgast       | FC Rot-Weiss Wolgast    | Oui   | Promu en DDR-Liga     |

### 1963 à 1991 "(niveau 3)"
À la suite de la dissolution de la II. DDR-Liga à la fin de la saison 1962-1963, chaque Bezirksliga redevint la Division 3.
À partir de la saison 1971-1972 et jusqu’au terme du championnat 1982-1983 la DDR-Liga directement supérieure compta 5 séries. Les 15 champions de Bezirksliga y furent directement promus. En dehors de cette période, un tour final entre les champions de Bezirksliga désigna les montants.
De la saison 1971-1972 à la saison 1983-1984, la Bezirksliga Rostock se joua en deux groupes avec une finale opposant les deux vainqueurs pur désigner le champion.
| Ordre | Saison    | Champion                         | Nom actuel             | Promu | Remarques                                                         |
| ----- | --------- | -------------------------------- | ---------------------- | ----- | ----------------------------------------------------------------- |
| 11    | 1963-1964 | TSG Wismar                       | FC Anker Wismar        | Oui   | Promu en DDR-Liga                                                 |
| 12    | 1964-1965 | BSG Motor Wolgast                | FC Rot-Weiss Wolgast   | Non   |                                                                   |
| 13    | 1965-1966 | BSG Motor Stralsund              | FC Pommern Stralsund   | Oui   | Promu en DDR-Liga                                                 |
| 14    | 1966-1967 | FC Hansa Rostock II              | FC Hansa Rostock       | Non   | Promu en DDR-Liga                                                 |
| 15    | 1967-1968 | BSG Einheit Greifswald           | Greifswalder SC        | Oui   | Promu en DDR-Liga                                                 |
| 16    | 1968-1969 | BSG Motor Warnowwerft Warnemünde | SV Warnemünde Fussball | Non   |                                                                   |
| 17    | 1969-1970 | BSG Motor Warnowwerft Warnemünde | SV Warnemünde Fussball | Oui   | Promu en DDR-Liga                                                 |
| 18    | 1970-1971 | BSG Einheit Grevesmühlen         | Grevesmühlener FC      | Oui   | Promu en DDR-Liga                                                 |
| 19    | 1971-1972 | BSG Schiffahrt/Hafen Rostock     | SV Hafen Rostock 61    | Oui   | Promu en DDR-Liga                                                 |
| 20    | 1972-1973 | TSG Bau Rostock                  | Rostocker FC           | Oui   | Promu en DDR-Liga                                                 |
| 21    | 1973-1974 | BSG Lokomotive Bergen            | VfL Bergen 94          | Oui   | Promu en DDR-Liga                                                 |
| 22    | 1974-1975 | BSG Einheit Grevesmühlen         | Grevesmühlener FC      | Oui   | Promu en DDR-Liga                                                 |
| 23    | 1975-1976 | Vorwärts Stralsund II            | FC Pommern Stralsund   | Non   | Le 3e classé, Rotes Banner Trinwillershagen,fut promu en DDR-Liga |
| 24    | 1976-1977 | BSG Motor Wolgast                | FC Rot-Weiss Wolgast   | Oui   | Promu en DDR-Liga                                                 |
| 25    | 1977-1978 | BSG Motor Stralsund              | FC Pommern Stralsund   | Oui   | Promu en DDR-Liga                                                 |
| 26    | 1978-1979 | BSG Motor Warnowwerft Warnemünde | SV Warnemünde Fussball | Oui   | Promu en DDR-Liga                                                 |
| 27    | 1979-1980 | BSG Motor Wolgast                | FC Rot-Weiss Wolgast   | Oui   | Promu en DDR-Liga                                                 |
| 28    | 1980-1981 | BSG Motor Warnowwerft Warnemünde | SV Warnemünde Fussball | Oui   | Promu en DDR-Liga                                                 |
| 29    | 1981-1982 | BSG KKW Greifswald               | Greifswalder SC        | Oui   | Promu en DDR-Liga                                                 |
| 30    | 1982-1983 | BSG Motor Stralsund              | FC Pommern Stralsund   | Oui   | Promu en DDR-Liga                                                 |
| 31    | 1983-1984 | FC Hansa Rostock II              | FC Hansa Rostock       | Non   |                                                                   |
| 32    | 1984-1985 | BSG KKW Greifswald               | Greifswalder SC        | Oui   | Promu en DDR-Liga                                                 |
| 33    | 1985-1986 | BSG Schiffahrt/Hafen Rostock     | SV Hafen Rostock 61    | Oui   | Promu en DDR-Liga                                                 |
| 34    | 1986-1987 | FC Hansa Rostock II              | FC Hansa Rostock       | Oui   | Promu en DDR-Liga                                                 |
| 35    | 1987-1988 | BSG Schiffahrt/Hafen Rostock     | SV Hafen Rostock 61    | Oui   | Promu en DDR-Liga                                                 |
| 36    | 1988-1989 | TSG Wismar                       | FC Anker Wismar        | Non   | Le 6e classé, BSG Motor Stralsund, fut promu en DDR-Liga          |
| 37    | 1989-1990 | TSG Bau Rostock                  | Rostocker FC           | Non   |                                                                   |
| 38    | 1990-1991 | TSG Wismar                       | FC Anker Wismar        | Oui   | Promu dans la nouvelle Verbandsliga Mecklenburg-Vorpommern.       |

## Classements des champions
Seize entités différentes remportèrent le titre de la Bezirksliga Rostock. Le Motor Stralsund fut le plus titré :

Ancien logo du BSG C/M Veritas

| Ordre | Clubs                            | Nom actuel              | Titres | Autres appellations/remarques                                             |
| ----- | -------------------------------- | ----------------------- | ------ | ------------------------------------------------------------------------- |
| 1     | BSG Motor Stralsund              | FC Pommern Stralsund    | 6      | SG Stralsund,BSG Volkswerft Stralsund,BSG Anker Stralsund                 |
| 2     | BSG Motor Warnowwerft Warnemünde | SV Warnemünde Fussball  | 5      |                                                                           |
| 3     | BSG Motor Wolgast                | FC Rot-Weiss Wolgast    | 4      | BSG Peenewerft Wolgast                                                    |
| 4     | BSG Einheit/KKW Greifswald       | Greifswalder SC         | 3      | BSG Eonheit devint BSG KKW                                                |
| 5     | FC Hansa Rostock II              | FC Hansa Rostock        | 3      | Empor Lauter, Empor Rostock                                               |
| 6     | BSG Schiffahrt/Hafen Rostock     | SV Hafen Rostock 61     | 3      |                                                                           |
| 7     | TSG Wismar                       | FC Anker Wismar         | 3      | SG Wismar-Süd, ZSG Anker Wismar, BSG Anker Wismar, BSG Motor Wismar       |
| 8     | BSG Einheit Grevesmühlen         | Grevesmühlener FC       | 2      |                                                                           |
| 9     | BSG Motor Rostock                | SG Motor Neptun Rostock | 2      | BSG Motor Rostock/VEB Schiffahrt Neptun, SG Motor West, BSG Anker Rostock |
| 10    | TSG Bau Rostock                  | Rostocker FC            | 2      |                                                                           |
| 11    | BSG Lokomotive Bergen            | VfL Bergen 94           | 1      |                                                                           |
| 12    | BSG Einheit Rostock              | Disparu                 | 1      |                                                                           |
| 13    | ASK Vorwärts Rostock             | Disparu                 | 1      |                                                                           |
| 14    | ASK Vorwärts Rostock II          | Disparu                 | 1      |                                                                           |
| 15    | BSG Lokomotive Stralsund         | ESV Lok 1911 Stralsund  | 1      | vainqueur du Tour de transition 1955                                      |
| 16    | Vorwärts Stralsund II            | FC Pommern Stralsund    | 1      |                                                                           |